# جبلبور
جبلبور ((بالهندية: जबलपुर)‏) تُعد واحدة من المدن الرئيسية لولاية ماديا براديش في الهند. وتُعتبر ثالث أكبر تكتل حضري في ولاية ماديا براديش وتأتي في المرتبة 38 من بين أكبر التجمعات الحضرية في الهند وفقًا لإحصاءات التعداد السكاني لعام 2011.
وتحدها مدينة كاتني من الشمال، وأوماريا من الشمال الشرقي، وديندوري من الشرق، وماندلا من الجنوب الشرقي، وسيوني من الجنوب، ونارسيمهابور من الجنوب الغربي وداموه من الشمال الغربي. وجبلبور هي المقر الإداري لمنطقة جبلبور (التي تُعتبر ثاني أكبر مقاطعة من حيث السكان في ولاية ماديا براديش) ومقاطعة جبلبور. كذلك تُعتبر جبلبور مقر مجلس الكهرباء الخاص بولاية ماديا براديش فضلاً عن أن مقر المحكمة العليا لولاية ماديا براديش يوجد بجبلبور.
وتاريخيًا طورت جبلبور، التي كانت مركزًا للأسرة الحاكمة كالشوري والأسرة الحاكمة غوند، ثقافة توافقية تأثرت بفترات الحكم المتقطعة لإمبراطوريتي مراثا والمغول. وفي أوائل القرن التاسع عشر، تم ضمها تدريجيًا في الهند البريطانية باسم جوبالبور (بالإنجليزية: Jubbulpore) وتم إدراجها كمدينة ذات تجمع سكاني كبير. وبعد الاستقلال، كانت هناك مطالب لإقامة دولة مستقلة تُسمى ماهاكوشال عاصمتها جبلبور.
وكانت جبلبور أيضًا مركزًا لزلزال كبير عام 1997. وتُعرف جبلبور بتكويناتها الصخرية الخلابة (بيداغات) عبر ضفاف نهر نارمادا. ونظرًا لكونها مقر قيادة الجيش لخمس ولايات (ماديا براديش وتشهاتيسغار وأوريسا وبيهار وجهارخاند)، فإن الجيش الهندي يشغل سدس مساحة المدينة.
وجبلبور أيضًا هي مسقط رأس مهاريشي ماهيش يوغي وأوشو راجنيش. وتقع العديد من المؤسسات الفيدرالية ومؤسسات الولايات المهمة في جبلبور، منها على سبيل المثال معهد التكنولوجيا الرئيسي المعهد الهندي لتكنولوجيا المعلومات والتصميم والتصنيع في جبلبور والمحكمة العليا لولاية ماديا براديش وأربعة مصانع أسلحة عملاقة تابعة لمجلس المصانع الحربية ومجلس الكهرباء لولاية ماديا براديش ومعهد بحوث الغابات الاستوائية والمقرات الإقليمية للسكك الحديدية في المنطقة الغربية الوسطى.

## وصلات خارجية
- الموقع الرسمي